# Честер А. Артур
Честер Алан Артур (енгл. Chester Alan Arthur; Ферфилд, 5. октобар 1829 — Њујорк, 18. новембар 1886), двадесет први председник САД (1881 — 1885). Рођен у Норт Ферфилду, Вермонт, бавио се адвокатуром у Њујорку од 1854. Активирао се у локалној политици Репубиканске странке и био је је близак сарадник Роска Конклинга, а именован је за главног цариника њујоршке луке (1871 — 1878), положај који је био дуго познат по томе што је давао подршку политици успешне странке.
Водио је честито овај посао, али је наставио праксу да запошљава људе који су били лојални Конклингу. На Републиканској националној конвенцији 1880. Артур је био компромисан избор за потпредседника на листи с Џејмсом Гарфилдом и после Гарфилдовог убиства постао је председник. Као председник, Артур је показивао изненађујућу самосталност стављајући вето на мере које су награђивале политичко покровитељство.
Такође је потписао Пенделтонов закон који је створио административни систем заснован на заслугама. Он и његов министар морнарице залагали су се за одвајање средстава за обновљање морнарице САД. Није успео да добије номинацију своје странке за други мандат.